# Protosticta linduensis
Protosticta linduensis är en trollsländeart som beskrevs av Van Tol 2000. Protosticta linduensis ingår i släktet Protosticta och familjen Platystictidae. Inga underarter finns listade i Catalogue of Life.